# Prix Ulysse
 (août 2025).
Motif : absence de sources secondaires indépendantes, pérennes et de qualité permettant de mesurer la notoriété encyclopédique réelle de ce prix. Le sourçage est essentiellement local.
- Archive Wikiwix
- Bing
- Cairn
- DuckDuckGo
- E. Universalis
- Gallica
- Google
- G. Books
- G. News
- G. Scholar
- Persée
- Qwant
- (zh) Baidu
- (ru) Yandex
- (wd) trouver des œuvres sur Wikidata

| 1. | Préciser le motif de la pose du bandeau. | Précisez le motif de la pose du bandeau en utilisant la syntaxe suivante : {{admissibilité à vérifier\|date=août 2025\|motif=remplacez ce texte par le motif}}                   |
| 2. | Informer les utilisateurs concernés.     | Pensez à avertir le créateur de l'article, par exemple, en insérant le code ci-dessous sur sa page de discussion : {{subst:avertissement admissibilité à vérifier\|Prix Ulysse}} |

Le prix Ulysse est un prix littéraire créé en 2001 et décerné chaque année à Bastia au mois d'octobre, à l'occasion du festival Arte Mare, festival du film méditerranéen de Bastia. Deux prix Ulysse sont remis : l'un à un jeune auteur, pour son premier roman méditerranéen ; le second, décerné depuis 2004, à un auteur distingué pour l'ensemble de son œuvre.
Le jury du Prix Ulysse a été présidé de 2004 à 2011 par Jean-Noël Schifano. François-Michel Durazzo en est aujourd'hui le délégué. Le jury, jaloux de son indépendance, est composé de simples lecteurs, de professeurs, de bibliothécaires et d'acteurs de la vie culturelle corse. Le Prix Ulysse est soutenu par Chemins de fer de la Corse.

## Liste des lauréats

### Prix Ulysse à la première œuvre
- 2001 : May Telmissany, Doniazade (Actes Sud)
- 2002 : Maurizo Braucci, La Mer détraquée (Métailié)
- 2003 : Alassane Fingerweig, La boucherie est une science exacte (Serpent à plumes) et Mathias Énard La Perfection du tir mention spéciale (Actes Sud)
- 2004 : François Gantheret, Les Corps perdus (Gallimard)
- 2005 : François Garcia, Jours de marché (Liana Levi)
- 2006 : Nicolas Texier, L'Acteur (Gallimard)
- 2007 : Carole Martinez, Le Cœur cousu (Gallimard)
- 2008 : Guillaume de Sardes, Giovanni Pico (Hermann)
- 2009 : Najat el Hachmi, Le Dernier Patriarche (Actes Sud)
- 2010 : Sacha Ramos, Le Complot des apparences (Léo Scheer)
- 2011 : Giorgio Vasta, Le Temps matériel (Gallimard)
- 2012 : Anne-Marie Cambon, Une destination légèrement incertaine (Dialogues)
- 2013 : Ivana Bodrozic, Hôtel Z, (Actes Sud)
- 2014 : Georgia Makhloud, Les Absents (Payot et Rivages)
- 2015 : Jesús Carrasco Jaramillo, Intempérie, (Robert Laffont, traduit de l'espagnol par Marie Vila Casas)
- 2016 : Pierre-Joseph Ferrali, Aussi longtemps que l'herbe poussera, (Albiana, traduit du corse par l'auteur)
- 2017 :  Lætitia Colombani, La Tresse (Grasset)
- 2018 : Lise Marzouk, Si (Gallimard)[3]
- 2019 : Isabelle Mayault, Une longue nuit mexicaine, (Gallimard)
- 2020 :  Maylis Besserie, Le Tiers Temps (Gallimard)[4],[5]
- 2021 : Émilienne Malfatto, Que sur toi se lamente le Tigre  Éditions Elyzad[6]
- 2022 : Sylvia Cagninacci, Des îles et des chiens (Albiana) et Julie Ruocco, Furies (Actes Sud)
- 2023 : Bernardo Zannoni, Mes désirs futiles [7](traduit par Romane Lafore (La Table ronde)
- 2024 : Sara Vallefuoco, Noir d’encre (Éditions Métailié)

### Prix Ulysse à l'ensemble de l'œuvre
- 2004 : Jorge Semprún
- 2005 : Daniel Pennac
- 2006 : Tahar Ben Jelloun
- 2007 : Jean d'Ormesson
- 2008 : Amos Oz
- 2009 : Jean-Claude Carrière
- 2010 : Patrick Poivre d'Arvor
- 2011 : Pierre Assouline
- 2012 : Javier Cercas
- 2013 : Erri de Luca
- 2014 : Patrick Deville
- 2015 : Alessandro Baricco
- 2016 : Jaume Cabré
- 2017 : Jean Echenoz et Enrique Vila-Matas
- 2018 : Marie NDiaye
- 2019 : Jean-Noël Pancrazi et Jean-Marie Blas de Roblès
- 2020 : Mathias Énard[6]
- 2021 : Rosa Montero[6],[8]
- 2022 : Dany Laferrière
- 2023 : Miquel de Palol[7]
- 2024 : Milena Agus